# Де Хевиланд DH.60 Мот
Де Хевиланд DH.60 Мот (енгл. De Havilland DH.60 Moth) је британски лаки једномоторни авион, двосед, двокрилац. Био је намењен за обуку пилота, путнички саобраћају и курирску службу. Производио се 20-их година 20. века у енглеској фирми де Хавиленд Еркрафт. Укупно је произведено 2 015 примерака. По лиценци, производио се у неколико земаља у свету.

## Пројектовање и развој
Главни пројектант, авиона DH.60 Мот је Џефри де Хевиленд (енгл. Geoffrey de Havilland), у току 1924. године, када је завршен и прототип, који је полетео 22. фебруара 1925. године. Развијен је на основу већег једномоторног авиона двокрилца DH.51.
Де Хевиленд DH.60 Мот је био једномоторни авион двокрилац, са структуром од дрвета, труп му је био обложен са шпером, а крила са платном. Био је двосед (пилот и један путник). Особеност овог авиона је била, што су му се могла склапати крила, тако да је за његов смештај у хангару било потребно много мање простора (принцип који се користи на носачима авиона). Његова једноставност, поузданост и ниска цена, омогућили су му масовну употребу, у приватном сектору између два рата (Енглеска 85%).
На почетку производње, у авионе DH.60 Мот су уграђивани Реноови Сириус мотори, Сириус I од 45 kW (60 КС) и Сириус II од 75  (100 КС). Квалитет и карактеристике мотора су одговарали, али добављачи су били непоуздани па је де Хевиланд 1928. године направио сопствену фабрику за производњу авионских мотора. Производили су сличне линијске четвороцилиндричне моторе Џипси I од 75  (100 КС), са ваздушним хлађењем. Након тога развијен је јачи Џипси II од 90 kW (120 КС), па Џипси III мотор са висећим цилиндрима снаге од 90 kW (120 КС). Уградњом ових мотора побољшана је прегледност из пилотске кабине (цилиндри мотора нису смањивали видно поље пилоту). Даље су се мотори серије Џипси развијали у смеру повећања снаге Џипси Мајџор од 97,5 kW (130 КС), Џипси Мајџор 1C од 104 kW (145 КС), па Џипси Сикс мотор са 6 цилиндара, са од 150 kW (200 КС). Овај мотор је касније назван Џипси Квин (енгл. Gipsy Quenn).

## Технички опис
Авион Де Хевиланд DH.60 Мот је двокрили двоседи једномоторни авион мешовите конструкције.
Труп му је правоугаоног попречног пресека, са полукружном горњом страном. Почетне серије овог авиона имале су као структуру трупа дрвену решеткасту конструкцију а касније серије (с обзиром да се авион дуго производио) носећа структура трупа је била комбинација дрвене и металне конструкције док је при крају производње ова конструкција била комплетно метална. Носач мотора је био од заварених челичних цеви. У трупу су била два седишта постављена у тандем редоследу (једно иза другог). Пилот је седео на првом месту у отвореном кокпиту заштићен ветробранским стаклом, а путник у другом. Предњи део трупа где се налазио мотор, био је пресвучен алуминијумским лимом, а остатак трупа био је обложен дрвеном лепенком. Главни резервоар за гориво се налазио између два горња крила. Приступ мотору је једноставан а његово расклапање и склапање врло лако.
Авион је најчешће био опремљен ваздухом хлађеним линијским мотором, Де Хевиленд Џипси I до  Џипси III снаге од 75 до 90 kW. На вратилу мотора је била причвршћена двокрака, вучна, дрвена елиса, непроменљивог корака.
Крила су била дрвене конструкције пресвучена импрегнираним платном релативно танког профила са две рамењаче. Крилца за управљање авионом су се налазила на доњим крилима. Крила су између себе била повезана са једним паром дрвених упорница. Затезачи су били од клавирске челичне жице. Оба крила су имала облик правоугаоника истих димензија и била су поравната нападним ивицама. Горње крило је било прилично издигнуто у односу на труп авиона што је омогућавало пилоту бољу прегледност из кабине. Крила су се могла преклопити у назад према репу авиона што је олакшало паркирање авиона у хангарима. Конструкције репних крила и вертикални стабилизатор као и кормило правца и висине су била направљена од дрвета пресвучена платном.
Стајни трап Aвион је имао класичан стајни трап са два точка напред и еластичну дрвену дрљачу на репу авиона. Стајни орган је био направљен од заварених челичних цеви, са еластичном осовином, у ногама стајног трапа су били уграђени амортизери.

## Варијанте
У току серијске производње овог авиона, вршена су побољшања тако да се овај авион радио у неких 6 варијанти:
- Мот/Сириус - са Сириус моторима од 45 и 75 kW, направљено је 113 примерака, 
 од чега 24 на основу лиценце,
- Џипси Мот - са моторима Џипси I и II, направљено је 692 примерка од чега 98 на основу лиценце,
- Мот - са мотором Џипси III, направљено је 113 комада,
- Мот - са мотором Џипси Мајџор (енгл. Gipsy Major), 
 направљено је 753 примерка од чега 171 на основу лиценце,
- Мот тренер - направљено је 64 примерака, 
 (тренажни и авион за обуклу за потребе ратног ваздухопловства РАФ),
- Мот - направљено је 338 примерака, верзија са измењеним стајним трапом.

На авионе који су произведени у Канади су на стајне органе монтирани чамци па су ови авиони коришћени као хидроавиони. Верзије од DH.60M па надаље су комбиновано метално дрвена конструкција.

## Оперативно коришћење
Укупно је произведено 2015 примерака авиона . По лиценци су рађени у Аустралији, Канади, Новом Зеланду, САД, Норвешкој и Финској. Коришћени су углавном за обуку пилота по аеро-клубовима, у пилотским школама РВ, за курирске послове и превоз поште, затим као приватни авиони за пословну употребу или за личне потребе као спортски авиони. Летели су широм света у: Аустралији, Аргентини, Аустрији, Белгиском Конгу, Бразилу, Канади, Кини, Чилеу, Данској, Египту, Етиопији, Финској, Немачкој, Мађарској, Ирској, Ираку, Индонезији, Индији, Норвешкој, Новом Зејланду, Парагвају, Пољској, Португалу, Јужној Африци, Јапану, Шпанији, Шведској, Великој Британији, САД и Југославији. У Југославији између два рада летело је укупно 6 ових авиона, 4 су били у власништву Аеро клуба, а два у поседу приватних фирми. Један од ових авиона се користио у Аеропуту за обуку пилота, авио-такси и превоз поште и новина. Летео је доста дуго, а уништен је приликом бомбардовања земунског аеродрома априла 1941. године.
Сачувани примерци служе данас као музејски експонати, а неки од њих су још у летном стању.

## Особине авиона де ХевиландМот

### Опште карактеристике
- Мотор - 1 x линијски четвороцилиндрични, де Хевиленд Џипси I,
- Елиса - двокрака,
- Капацитет - 1 путник,
- Посада - 1 члан.

### Перформансе
- Максимална брзина - 169 km/h,
- Путна брзина  - 137 km/h,
- Највећи долет - 515 km,
- Плафон лета - 4.420 m.

## Војни корисници
| - Аустралија - Бразил - Чиле - Данска - Финска - Канада | - Египат - Етиопија - Ирак - Трећи рајх - Јужна Африка - САД | - Шпанија (Друга шпанска република) - Шпанија (1938−1945) - Краљевина Мађарска - Ирска - Норвешка - Нови Зеланд | - Парагвај - Пољска - Португалија - Шведска - Уједињено Краљевство - Краљевина Југославија |